# UMKスーパーニュース
『UMKスーパーニュース』（ユーエムケー スーパーニュース）は、テレビ宮崎が生放送していた夕方の宮崎県向けローカルワイドニュース番組である。

## 番組概要
- かつては、1年間放送されていた前身番組枠の『FNN UMKニュース ザ・ヒューマン』（FNNニュース555 ザ・ヒューマンの宮崎ローカルパート）に変わって1998年3月30日にスタートした。

- 番組前半は、フジテレビ発の全国ニュース（平日 15:45 - 18:09.30 18:45.30 - 19:00、週末 17:30 - 17:46.40）を放送している。

- 2006年11月1日の地上デジタル放送の試験放送開始からハイビジョン制作となり、2015年3月30日より、FNN系列の新たな夕方ニュースとして『FNN みんなのニュース』がスタートするも、系列局で唯一番組タイトルを変更せずに継続（これによりFNN系列の平日の夕方ニュース番組では最も最古の長寿番組となる）。

- ただし、ロゴは『みんなのニュース』に準じた書体と配色の欧文で『UMK Super News』表記に変更し、スタジオセットも緑を基調としたデザインにリニューアルした。テーマ曲は『みんなのニュース』各年度と同じものを使用した。

- 2018年4月2日より、FNN系列の新たな夕方ニュースとして『プライムニュース イブニング』がスタートするも、今回も番組タイトルを変更せずに継続し、放送開始20周年を迎えた。同時に放送時間を1分繰り上げ16:49スタートとなった。

- ロゴは『プライムニュース』に準じた書体と配色に、テーマ曲も同番組と同じものに再変更された。その後、スタジオセットも緑を基調としたデザインから配色を変えた。

- 2019年4月1日より、FNN系列の新たな夕方ニュース『Live News it!』がスタートするが、現タイトルを変更せずに継続し、ロゴやテーマ曲を同番組初代のものに準じたものに変更した。また、放送時間が以前の16:50開始に復し、ローカル枠が18:50.30終了に変更された。

- 同年4月22日より、今まで実施していなかった時刻出しを全編開始し、又これまで天気ループの表示時間もローカル枠のみも全国ネット枠にも表示時間を拡大した。

- また、2020年3月30日に『it!』がテーマ曲を変更した際は本番組も同一のテーマ曲に変更した。また、同年9月28日からフジテレビが『イット!』（リニューアルし番組の表記を変更）の放送開始時刻を15:45に繰り上げるのに合わせ、テレビ宮崎でも新たに立ち上がる16時台をネット受けすることとなり、放送時間が15:45開始となったほか、ローカル枠も5分繰り上がり18:09 - 18:45.30に変更された。この時は番組ロゴを『イット!』2代目に準じたデザインへの変更を行わなかった。

- 『プライムニュース イブニング』や『イット!』ではテーマ曲に番組名の一部のコーラスやコールが入っているが、当番組はどちらも『スーパーニュース』に改題していたため、テーマ曲ではコーラスやコールが入っていない音源を使用していた。

- 番組のロゴはフジテレビのロゴを少し変えて使用している。

2018年4月2日 - 5月31日のカラーリング：UMK SuperNews
上の段に『UMK』、下の段一列で『Super News』。SuperとNewsの下にはそれぞれSとNと同じカラーリングのアンダーバーがある。

2018年6月1日 - 2019年3月31日のカラーリング：SuperNewsUMK
アニメーションが変更され、宮崎県民がSuper Newsと書いた上からなぞるように上の段に『Super』、下の段に『News』。SuperとNewsの下にはそれぞれSとNと同じカラーリングのアンダーバーがあり、一番下のアンダーバーにUMK。

2019年4月1日 - 2023年4月2日のカラーリング：SuperNewsUMK→SuperNewsUMK
アニメーションを引き継ぎ、宮崎県民がSuper Newsと書いた上からなぞるように上の段に『Super』、下の段に『News』。Newsの下にイエローのアンダーバーがあり、その中にUMK。のちにこれが一列に変わっていた。

## 番組の終焉
- 2023年4月2日（日曜日）を以って番組を本放送終了。これにより25年間の長い歴史に幕を閉じたため、FNN系列で『スーパーニュース』を名乗る番組タイトル枠は全て姿を消した。後番組は2023年4月3日から平日夕方6時台枠のニュース情報番組『#Link』がスタートした。

## 歴代出演者

### 平日版
メインキャスター
- 武田華奈（月・火担当）
- 藤崎祐貴（月・火担当）
- 児玉泰一郎（水、木、金担当）
- 永井友梨（水、木、金担当）

スポーツキャスター担当
- 瀬良有里奈

気象予報士
- 酒井晋一郎

代理キャスターは、UMKアナウンサーがシフト勤務で代理キャスターを勤める。

### 週末版
- シフト勤務（UMKアナウンサー）

## 過去の出演者
| 期間      | 期間       | 男性       | 男性       | 女性       | 女性       | 女性       |
| 期間      | 期間       | 月・火     | 水 - 金    | 月・火     | 水         | 木・金     |
| --------- | ---------- | ---------- | ---------- | ---------- | ---------- | ---------- |
| 1998.3.30 | 2007.3.30  | 南出雅之   | 南出雅之   | 榎木田朱美 | 榎木田朱美 | 榎木田朱美 |
| 2007.4.2  | 2008.12.26 | 高橋巨典   | 高橋巨典   | 榎木田朱美 | 榎木田朱美 | 榎木田朱美 |
| 2009.1.5  | 2009.9.25  | 高橋巨典   | 高橋巨典   | 戸澤愛     | 戸澤愛     | 高柳美枝子 |
| 2009.9.28 | 2011.3.25  | 高橋巨典   | 高橋巨典   | 戸澤愛     | 榎木田朱美 | 榎木田朱美 |
| 2011.3.28 | 2012.3.30  | 高橋巨典   | 高橋巨典   | 榎木田朱美 | 榎木田朱美 | 興梠裕子   |
| 2012.4.2  | 2014.3.28  | 佐々木六華 | 佐々木六華 | 榎木田朱美 | 榎木田朱美 | 榎木田朱美 |
| 2014.3.31 | 2019.3.29  | 佐々木六華 | 佐々木六華 | 荒尾茉紀   | 荒尾茉紀   | 荒尾茉紀   |
| 2019.4.1  | 2019.9.27  | 佐々木六華 | 児玉泰一郎 | 武田華奈   | 荒尾茉紀   | 荒尾茉紀   |
| 2019.9.30 | 2022.4.1   | 佐々木六華 | 児玉泰一郎 | 武田華奈   | 永井友梨   | 永井友梨   |
| 2022.4.4  | 2023.3.31  | 藤崎祐貴   | 児玉泰一郎 | 武田華奈   | 永井友梨   | 永井友梨   |

- 興梠裕子（スポーツキャスター担当）
- 吉田愛美（スポーツキャスター担当）
- 鶴衛真理（スポーツキャスター担当）
- 利国理砂（スポーツキャスター担当）
- 増田明美（スポーツキャスター担当）
- 池田麻里子（スポーツキャスター担当、2007年2月1日まで担当）
- 首藤真吾（スポーツキャスター、2012年3月30日まで担当）
- 児玉泰一郎（スポーツキャスター、2012年3月28日まで担当）
- 武田華奈（スポーツキャスター、2014年3月28日まで担当）
- 迫田訓光（スポーツキャスター・みやざきふるさと中継、2015年10月30日まで担当）
- 岩倉尚哉（気象予報士、2006年10月31日まで月-木曜担当）
- 浜田虔郎（気象予報士、2006年10月27日まで金曜担当 2013年11月9日に死去）
- 瀬戸口隆（気象予報士、2006年11月1日から2016年6月30日まで担当）
- 高巣由貴（スポーツキャスター、2014年4月4日 - 2019年3月29日まで担当）
- 福盛和男（スポーツキャスター、2019年 - 2021年まで担当）

## 主なコーナー
- 宮崎県内のニュース・18時台特集
- スポーツニュース
- みやざきカメラ紀行
- 情報特急
- Reらいふ
- キニナル!（生活暮らし情報コーナー）
- ビデオリポーター
- みやざきふるさと中継（毎週金曜日のみ）
- NEWS FLASH
- 週末ガイド情報（毎週金曜日のみ）
- 釣果情報（フィッシングコーナー・毎週金曜日のみ）
- 天気情報
- 天気のサカイ目（毎週金曜日のみ）

## 放送時間
- 2007年6月29日までニュース項目のダイジェストを「ニュースNavi」として月曜 16:50 - 16:55、火 - 金曜 16:55 - 17:00に放送していた。月 - 金曜の17時台のネットを開始したのは2007年7月2日以降｡

- 2015年3月30日から2019年3月29日までの月 - 金曜版は、番組冒頭にローカル枠が設定されており、ニュースラインナップと天気情報を放送していた。

| 期間      | 期間      | 放送時間（JST）          | 放送時間（JST）         | 放送時間（JST）       |
| 期間      | 期間      | 月曜日 - 金曜日          | 土曜日                  | 日曜日                |
| --------- | --------- | ------------------------ | ----------------------- | --------------------- |
| 1998.3.30 | 2000.4.2  | 17:55 - 19:00（65分）    | 18:00 - 18:30（30分）   | 17:30 - 18:00（30分） |
| 2000.4.3  | 2001.4.1  | 17:54 - 19:00（66分）    | 18:00 - 18:30（30分）   | 17:30 - 18:00（30分） |
| 2001.4.2  | 2006.10.1 | 17:54 - 19:00（66分）    | 17:30 - 18:00（30分）   | 17:30 - 18:00（30分） |
| 2006.10.2 | 2007.7.1  | 17:54 - 19:00（66分）    | 17:30 - 17:55（25分）※1 | 17:30 - 18:00（30分） |
| 2007.7.2  | 2007.9.30 | 16:55 - 19:00（125分）   | 17:30 - 17:55（25分）※1 | 17:30 - 18:00（30分） |
| 2007.10.1 | 2012.4.1  | 16:53 - 19:00（127分）   | 17:30 - 17:55（25分）※1 | 17:30 - 18:00（30分） |
| 2012.4.2  | 2012.9.30 | 16:53 - 19:00（127分）   | 17:30 - 17:56（26分）※2 | 17:30 - 18:00（30分） |
| 2012.10.1 | 2018.4.1  | 16:50 - 19:00（130分）   | 17:30 - 17:56（26分）※2 | 17:30 - 18:00（30分） |
| 2018.4.2  | 2019.3.31 | 16:49 - 19:00（131分）   | 17:30 - 17:56（26分）※2 | 17:30 - 18:00（30分） |
| 2019.4.1  | 2020.9.27 | 16:50 - 19:00（130分）※3 | 17:30 - 17:56（26分）※2 | 17:30 - 18:00（30分） |
| 2020.9.28 | 2023.4.2  | 15:45 - 19:00（195分）※4 | 17:30 - 17:56（26分）※2 | 17:30 - 18:00（30分） |

※1土曜日はステーションブレイクなしで『うぃーく.COM』に接続する。
※2土曜日はステーションブレイクなしで『U-doki』に接続する。
※3 2020年6月1日 - 6月12日は18:45よりテレビ宮崎50周年記念ドラマ『ひまわりっ 〜宮崎レジェンド〜』を内包。
※4 2022年5月16日 - 5月27日は18:45よりドラマ『ひまわりっ 〜宮崎レジェンド2〜』を内包。

## 番組エンディング曲
- 秦基博

## UMK歴代の夕方ニュース
| 期間      | 期間      | 月曜 - 金曜                    | 土曜                           | 日曜                           |
| --------- | --------- | ------------------------------ | ------------------------------ | ------------------------------ |
| 1970.4.1  | 1975.3.30 | UMKローカルニュース            | UMKローカルニュース            | FNNテレビ日曜夕刊              |
| 1975.3.31 | 1975.9.30 | UMKニュース6:45                | UMKニュース6:45                | FNNテレビ日曜夕刊              |
| 1975.10.1 | 1979.9.30 | UMKニュース                    | FNNテレビ土曜夕刊              | FNNテレビ日曜夕刊              |
| 1979.10.1 | 1980.3.30 | UMKニュースレポート            | FNNテレビ土曜夕刊              | FNNテレビ日曜夕刊              |
| 1980.3.31 | 1984.9.30 | UMKニュースレポート            | FNNニュースレポート5:30        | FNNニュースレポート5:30        |
| 1984.10.1 | 1985.3.31 | FNN UMKニュースレポート        | FNNニュースレポート5:30        | FNNニュースレポート5:30        |
| 1985.4.1  | 1988.4.17 | FNN UMKニュースレポート        | UMKニュース                    | UMKニュース                    |
| 1988.4.18 | 1992.3.31 | UMKニュースリポート            | UMKニュース                    | UMKニュース                    |
| 1992.4.1  | 1996.3.31 | UMKスーパータイム              | UMKスーパータイム              | UMKニュース                    |
| 1996.4.1  | 1997.3.30 | UMKスーパータイム              | UMKスーパータイム              | UMKスーパータイム              |
| 1997.3.31 | 1998.3.29 | FNN UMKニュース ザ・ヒューマン | FNN UMKニュース ザ・ヒューマン | FNN UMKニュース ザ・ヒューマン |
| 1998.3.30 | 2001.4.1  | UMKスーパーニュース FNN        | UMKスーパーニュース FNN        | UMKスーパーニュース FNN        |
| 2001.4.2  | 2015.3.29 | UMKスーパーニュース FNN        | UMKスーパーニュースWEEKEND FNN | UMKスーパーニュースWEEKEND FNN |
| 2015.3.30 | 2018.4.1  | UMK Super News                 | UMK Super News WEEKEND         | UMK Super News WEEKEND         |
| 2018.4.2  | 2023.4.2  | UMK Super News                 | UMK Super News                 | UMK Super News                 |
| 2023.4.3  | 現在      | #Link                          | FNN Live News イット!          | FNN Live News イット!          |

## 補足
- 1998年3月30日の番組開始当初、番組冒頭はフジテレビ側のオープニングや「スーパー列島中継」をネットせず、テレビ宮崎のスタジオから南出・榎木田が県内ニュースを伝えていた。そして、17:59頃から全国ニュースの内容を数項目紹介し、南出が「全国ニュースは宮川・八木両キャスターが東京からお伝えします」と言った後18:00からフジテレビ送出の映像に切り替えた。また、この頃は18:00の時点でフジテレビ側が人物紹介テロップを出していなかったため、同局側のメインキャスター・宮川俊二が「6時になりました」と言ったところで自社出しの人物紹介テロップを表示していた。

- その後、全国ニュースの開始時刻が繰り上がった1998年10月1日以降もオープニングの差し替えを継続し、報道フロアからメインキャスターが登場して挨拶と県内ニュースの内容紹介を行った後、南出が「ではまず全国ニュースです」と言ったのに続いてフジテレビ送出の映像に切り替えていた。

- なお、2007年7月2日の『スーパーニュース』17時台のネット開始から2011年3月25日までは、17:54で一旦自社送出の映像に切り替えて宮崎市内の天気カメラ映像をバックにタイトルCGを表示した後、報道フロアから高橋・榎木田が登場し、高橋が「宮崎のニュースは6時16分からお伝えします」と言ったのに続いて県内ニュースの主な項目を伝えた。そして、高橋が「引き続き全国のニュースをお伝えします」と言ったところでフジテレビ送出の映像に戻していた。

- 榎木田朱美は2014年3月28日時点で「UMKニュース ザ・ヒューマン」時代から続けて17年(産休期間を除くと16年3か月)にわたり夕方ニュースのメインキャスターを担当した。2023年現在、FNN系列の夕方ニュースのメインキャスターを担当する女性アナウンサーの中で最長記録である。

- フリーランスも含めると2015年3月27日に終了した『FNNスーパーニュース』の3代目メインキャスターを務めていた安藤優子の21年半（FNNスーパータイムで6年半、FNNスーパーニュースで15年）に次いで長い。

- 週末版については、フジテレビ側のタイトルが『FNNみんなのニュースWeekend』→『FNNプライムニュース イブニング』→『イット!』となった現在も『UMKスーパーニュース』として放送しており、ローカルパートの冒頭で画面右上に本番組のロゴが表示されている。

- また、『 - みんなのニュースWeekend』→『プライムニュース - 』→『イット!』とローカル枠である『 - スーパーニュース』を同一スポンサーが通しで提供するコンプレックス枠のような形を取っている。

- テレビ宮崎ではフジテレビの『イット!』をネットしているため、日本テレビの『news every.』やテレビ朝日の『Jチャンネル』は非ネットとしていた。

- ただ、2022年7月8日は当日午前に発生した安倍晋三元首相射殺事件に関する報道のため、『FNN報道特別番組 イット!』を19:00で飛び降り、19:00から『NNN news every.特別版』を同時ネットした。これは、同日（金曜日）のゴールデン・プライムタイムが日本テレビ系同時ネット枠となっているためでもあった。